# Hotel del Luna
Hotel del Luna (hangul: 호텔 델루나; RR: Hotel Delluna), es una serie de televisión surcoreana transmitida del 13 de julio del 2019 hasta el 1 de septiembre del 2019, a través de tvN.

## Historia
El misterioso Hotel Del Luna se encuentra ubicado en Seúl, pero no es como ningún otro hotel, ya que todos sus clientes son fantasmas que llegan al caer la noche.
Jang Man-wol, es una joven con una belleza deslumbrante, pero que tiene mal genio, es desconfiada y codiciosa. Lleva atrapada dirigiendo el hotel desde hace un milenio debido a un pecado que cometió años atrás.
Por otro lado Koo Chan-sung, es un exitoso y joven asistente de gerencia en una compañía hotelera multinacional. Su vida cambia dramáticamente cuando de forma inesperada se convierte en el nuevo gerente del Hotel Del Luna, debido a un trato que su padre realizó con Man-wol años atrás. Cuando llega al hotel descubre la verdad sobre sus huéspedes y personal, y se empieza a involucrar con estos.

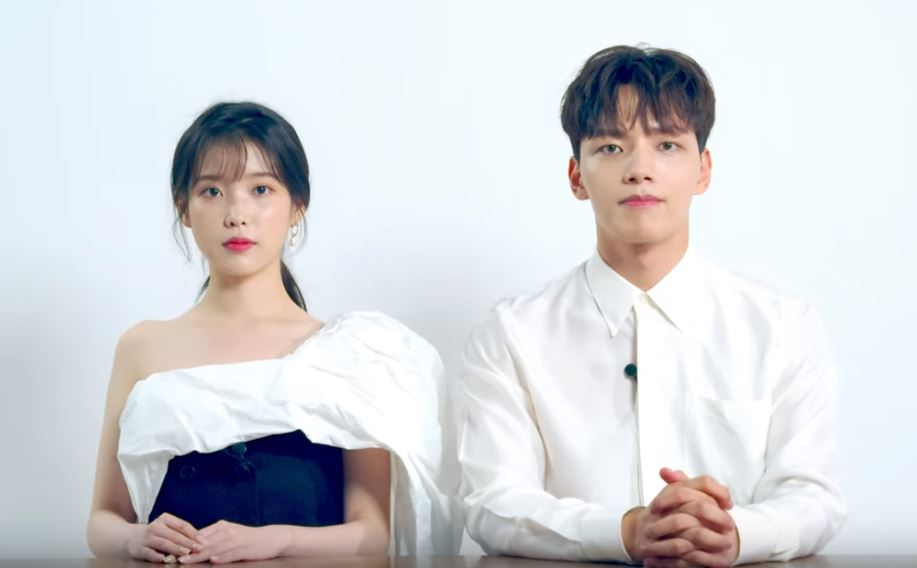
Elenco principal de la serie: Lee Ji-eun y Yeo Jin-goo en julio del 2019.

## Reparto

### Personajes principales
| Actor                     | Personaje     | Ocupación                      | N.º de episodios | Duración |
| ------------------------- | ------------- | ------------------------------ | ---------------- | -------- |
| Lee Ji-eun Kim Gyu-ri     | Jang Man-wol  | CEO del "Hotel Del Luna"       | 16               | 2019     |
| Yeo Jin-goo Kim Kang-hoon | Koo Chan-sung | Gerente en el "Hotel Del Luna" | 16               | 2019     |

### Personajes secundarios
| Actor             | Personaje                 | Ocupación          | Episodios | Notas |
| ----------------- | ------------------------- | ------------------ | --------- | --- |
| Jung Dong-hwan    | No Joon-seok              | Empleado del Hotel | 3         | Ha sido el encargado de la gestión del hotel por más de 30 años. |
| Shin Jung-geun    | Kim Sun-bi                | Barman del Hotel   | 16        | Es un ex-becario y el barman de "Sky Bar", que ha trabajado en el hotel durante 500 años. |
| Bae Hae-sun       | Choi Seo-hee              | Mucama del Hotel   | 16        | Una mujer de limpieza con una personalidad extrovertida. Seo-hee era la hija mayor de una de las familias más poderosas de Joseon.                                                                                             |
| Pyo Ji-hoon (P.O) | Ji Hyun-joong             | Portero del Hotel  | 16        | A pesar de ser un joven amable y educado, no le gusta su trabajo. Hyun-joong murió durante la Guerra de Corea. |
| Kang Mi-na        | Kim Yoo-na                | -                  | 16        | Es una inteligente y honesta adolescente que visita el hotel con una historia curiosa, Yoo-na puede ver a los fantasmas y cuando conoce a Hyun-joong se enamora de él.                                                         |
| Lee Do-hyun       | Ko Chung-myung            | -                  | -         | Es el Jefe de seguridad, cuya verdadera identidad es la de ser el Rey. Fue el interés romántico de Jang Man-wol en el pasado.                                                                                                  |
| Lee Tae-sun       | Yeon-woo / Park Young-soo | Ladrón / Detective | -         | Yeon-woo: en el pasado es un ladrón, así como el mejor amigo y la mano derecha de Man-wol. Park Young-soo: en el presente es un detective de la policía encargado de investigar una serie de asesinatos realizados por Ji-won. |
| Jo Hyun-chul      | Prince Sanchez            | -                  | -         | Es el único amigo y compañero de Chan-sung, así como el príncipe de la cadena mundial de pizzas. |
| Seo Yi-sook       | Ma Ko-shin (Magu)         | -                  | -         | Es la encargada de controlar la vida y la muerte de las personas que pasan por el hotel. |
| Kang Hong-seok    | Sa-sin                    | -                  | -         | Es el encargado de guiar a las almas que se quedan en el hotel a la otra vida. |

### Otros personajes
| Actor       | Personaje                     | Ocupación        | Episodio(s) donde apareció | Notas |
| ----------- | ----------------------------- | ---------------- | -------------------------- | --- |
| Park Yoo-na | Lee Mi-ra / Princesa Song-hwa | -                | -                          | Lee Mi-ra: en el presente es la antigua compañera de clases y exnovia de Goo Chan-sung. Así como la reencarnación de la Princesa Song-hwa. Princesa Song-hwa: es la responsable de la muerte de Yeon-woo y de la gente de Man-wol.                            |
| Lee David   | Seol Ji-won                   | Asesino en Serie | -                          | Es un asesino en serie, que tiene una conexión con Chan-sung, Young-soo y Sanchez. Cuando es atrapado por Young-soo intentando asesinar a Chan-sung, Ji-won se quita la vida y se convierte en un espíritu maligno.                                           |
| -           | -                             | -                | 1                          | Es una joven que gracias a que Chan-sung y Man-wol, le dan la oportunidad de hacer una llamada a un ser querido para poder descansar en paz, ella elige a los miembros de BTS para decirles lo mucho que significaron para ella durante sus últimos momentos. |
| Hong Kyung  | -                             | -                | 4                          | Es un joven panadero. |

### Apariciones especiales
| Actor           | Personaje         | Ocupación                   | Episodio donde apareció | Notas |
| --------------- | ----------------- | --------------------------- | ----------------------- | --- |
| Kim Won-hae     | Park Kyoo-ho      | Mayor                       | 1                       | |
| Oh Ji-ho        | Mr. Koo           | -                           | 1                       | Es el padre de Chan-sung. |
| Cha Chung-hwa   | -                 | Oficial / Fantasma de Agua  | 1                       | |
| Lee Joon-gi     | -                 | Sacerdote                   | 3                       | [ 23 ] [ 24 ] |
| Lee Si-eon      | -                 | Astronauta                  | 3                       | [ 25 ] |
| Cho Hyun-sik    | -                 | Invitado del Hotel          | 3                       | |
| Hong Kyung      | -                 | Panadero                    | 4                       | |
| Han Jae-yi      |                   | Fantasma sin ojos           | 4                       | [ 26 ] |
| Kwon Hyuk-hyun  | -                 | -                           | 5                       | Es el novio. |
| Kim Joon-hyun   | Kim Joon-hyun     | Comediante                  | 6                       | Es el comediante favorito de Man-wol. |
| Lee Yi-kyung    | Yoo Oh            | Actor                       | 6                       | |
| Pyo Ye-jin      | -                 | Actriz                      | 6                       | |
| Park Jin-joo    | Kyung Ah          | -                           | 8                       | |
| Nam Da-reum     | Espíritu del Pozo | -                           | 9-10                    | [ 28 ] |
| Sulli           | Jung Ji-eun       | -                           | 10                      | [ 29 ] [ 30 ] |
| Hwang Young-hee | Hwang Moon-seok   | -                           | 11                      | Es la antigua gerente del hotel "Hotel Del Luna". |
| Seo Eun-soo     | Verónica          | Novia de Sanchez            | 11                      | Es la novia de Sanchez, quien muere en un accidente en Shanghái el día en el que él le iba a proponer matrimonio. Gracias a Chan-sung, Veronica tiene la oportunidad de despedirse de Sanchez. |
| Lee Seung-joon  | -                 | Doctor                      | 12                      | [ 32 ] |
| So Hee-jung     | Lee Se-young      | -                           | 12                      | Es la esposa del doctor. |
| Kim Seung-han   | -                 | -                           | 12                      | Es el hijo del doctor. |
| Kim Soo-hyun    | -                 | Dueño del "Hotel Blue Moon" | 16                      | Después de la partida de Jang Man-wol, se convierte en el nuevo director del Guest House of the Moon ahora llamado "Hotel Blue Moon".                                                          |

## Episodios
La serie estuvo conformada por 16 episodios, los cuales fueron emitidos todos los sábados y domingos a las 21:00 (KST) a través de tvN.

### Índices de audiencia[45]
Los números en azul representan las calificaciones más altas, mientras que los números en rojo representan las calificaciones más bajas.
| Episodio | Fecha de Emisión        | Promedio de Audiencia Compartida | Promedio de Audiencia Compartida | Promedio de Audiencia Compartida |
| Episodio | Fecha de Emisión        | AGB Nielsen                      | AGB Nielsen                      | TNmS                             |
| Episodio | Fecha de Emisión        | Escala Nacional                  | Seúl                             | Escala Nacional                  |
| -------- | ----------------------- | -------------------------------- | -------------------------------- | -------------------------------- |
| 1        | 13 de julio de 2019     | 7.327%                           | 7.327%                           | 7.749%                           |
| 2        | 14 de julio de 2019     | 7.633%                           | 8.857%                           | 8.144%                           |
| 3        | 20 de julio de 2019     | 8.281%                           | 9.478%                           |                                  |
| 4        | 21 de julio de 2019     | 7.736%                           | 9.024%                           |                                  |
| 5        | 27 de julio de 2019     | 7.023%                           | 7.883%                           | 8.313%                           |
| 6        | 28 de julio de 2019     | 8.701%                           | 9.949%                           |                                  |
| 7        | 3 de agosto de 2019     | 8.052%                           | 8.772%                           |                                  |
| 8        | 4 de agosto de 2019     | 9.131%                           | 10.469%                          | 10.031%                          |
| 9        | 10 de agosto de 2019    | 8.349%                           | 10.266%                          | 9.962%                           |
| 10       | 11 de agosto de 2019    | 10.009%                          | 11.779%                          | 10.066%                          |
| 11       | 17 de agosto de 2019    | 8.590%                           | 9.746%                           |                                  |
| 12       | 18 de agosto de 2019    | 10.407%                          | 12.178%                          |                                  |
| 13       | 24 de agosto de 2019    | 8.750%                           | 9.892%                           | 10.023%                          |
| 14       | 25 de agosto de 2019    | 9.995%                           | 11.986%                          |                                  |
| 15       | 31 de agosto de 2019    | 9.892%                           | 11.255%                          |                                  |
| 16       | 1 de septiembre de 2019 | 12.001%                          | 13.875%                          |                                  |
| Total    | Total                   | 8.867%                           | 10.197%                          | %                                |

## Música
El Soundtrack de la serie lanzó el primer sencillo el 14 de julio del 2019.

### Parte 1
| No. | Artista (as)       | Canción               | Escritores            | Música           | Duración |
| --- | ------------------ | --------------------- | --------------------- | ---------------- | -------- |
| 1   | Monday Kiz & Punch | "Another Day"         | Ji Hoon y Park Se-jun | Noheul y A10tion | 3:38     |
| 2   |                    | "Another Day" (Inst.) | -                     | -                | 3:38     |

### Parte 2
| No. | Artistas | Canción                                       | Escritores            | Música                       | Duración |
| --- | -------- | --------------------------------------------- | --------------------- | ---------------------------- | -------- |
| 1   | 10 cm    | "Lean On My Shoulders (나의 어깨에 기대어요)" | Ji Hoon y Park Se-jun | Lee Seung-joo y Choi In-hwan | 3:32     |
| 2   |          | "Lean On My Shoulders" (Inst.)                | -                     | -                            | 3:32     |

### Parte 3
| No. | Artista      | Canción                           | Escritores            | Música   | Duración |
| --- | ------------ | --------------------------------- | --------------------- | -------- | -------- |
| 1   | Kim Tae-yeon | "A Poem Titled You" (그대라는 시) | Ji Hoon y Park Se-jun | minGtion | 3:30     |
| 2   |              | "A Poem Titled You" (Inst.)       | -                     | -        | 3:30     |

### Parte 4
| No. | Artista    | Canción                     | Escritores                  | Música                | Duración |
| --- | ---------- | --------------------------- | --------------------------- | --------------------- | -------- |
| 1   | Yang Da-il | "Only You" (너만 너만 너만) | Ji Hoon, Park Se-jun y Yoda | Kim Se-jin y Midnight | 4:15     |
| 2   |            | "Only You" (Inst.)          | -                           | -                     | 4:15     |

### Parte 5
| No. | Artista | Canción                                      | Escritores                  | Música                       | Duración |
| --- | ------- | -------------------------------------------- | --------------------------- | ---------------------------- | -------- |
| 1   | Heize   | "Can You See My Heart" (내 맘을 볼수 있나요) | Ji Hoon, Park Se-jun y Yoda | Choi In-hwan y Lee Seung-joo | 3:46     |
| 2   |         | "Can You See My Heart" (Inst.)               | -                           | -                            | 3:46     |

### Parte 6
| No. | Artista | Canción                     | Escritores            | Música            | Duración |
| --- | ------- | --------------------------- | --------------------- | ----------------- | -------- |
| 1   | Chungha | "At The End" (그 끝에 그대) | Ji Hoon y Park Se-jun | Noheul y A 10tion | 3:45     |
| 2   |         | "At The End" (Inst.)        | -                     | -                 | 3:45     |

### Parte 7
| No. | Artista | Canción                                        | Escritores            | Música               | Duración |
| --- | ------- | ---------------------------------------------- | --------------------- | -------------------- | -------- |
| 1   | Gummy   | "Remember Me" (기억해줘요 내 모든 날과 그때를) | Ji Hoon y Park Se-jun | Kangaroo y Rocoberry | 3:49     |
| 2   |         | "Remember Me" (Inst.)                          | -                     | -                    | 3:49     |

m

### Parte 8
| No. | Artista    | Canción                            | Escritores            | Música                  | Duración |
| --- | ---------- | ---------------------------------- | --------------------- | ----------------------- | -------- |
| 1   | Red Velvet | "More Than Any Star" (어떤 별보다) | Ji Hoon y Park Se-jun | Yoo Song-yeon y Jay Lee | 3:51     |
| 2   |            | "More Than Any Star" (Inst.)       | -                     | -                       | 3:51     |

### Parte 9
| No. | Artista | Canción                                    | Escritores            | Música    | Duración |
| --- | ------- | ------------------------------------------ | --------------------- | --------- | -------- |
| 1   | Ben     | "Can You Hear My Voice" (내 목소리 들리니) | Ji Hoon y Park Se-jun | Rocoberry | 4:32     |
| 2   |         | "Can You Hear My Voice" (Inst.)            | -                     | -         | 4:32     |

### Parte 10
| No. | Artista  | Canción           | Escritores                      | Música               | Duración |
| --- | -------- | ----------------- | ------------------------------- | -------------------- | -------- |
| 1   | Paul Kim | "So Long" (안녕)  | Paul Kim, Ji Hoon y Park Se-jun | Rocoberry y Paul Kim | 3:46     |
| 2   |          | "So Long" (Inst.) | -                               | -                    | 3:46     |

### Parte 11
| No. | Artista    | Canción               | Escritores            | Música                        | Duración |
| --- | ---------- | --------------------- | --------------------- | ----------------------------- | -------- |
| 1   | Song Ha-ye | "Say Goodbye          | Ji Hoon y Park Se-jun | Ahn Young-min y Lee Seung-joo | 3:05     |
| 2   |            | "Say Goodbye" (Inst.) | -                     | -                             | 3:05     |

### Parte 12
| No. | Artista | Canción               | Escritores | Música        | Duración |
| --- | ------- | --------------------- | ---------- | ------------- | -------- |
| 1   | Punch   | "Done For Me"         | Ji Hoon    | Lee Seung-joo | 3:52     |
| 2   |         | "Done For Me" (Inst.) | -          | -             | 3:52     |

### Especial
| No. | Artista | Canción        | Escritores | Música     | Duración |
| --- | ------- | -------------- | ---------- | ---------- | -------- |
| 1   | IU      | "Happy Ending" | IU         | Kim Je-hwi | 2:36     |

### Parte 13
| No. | Artista         | Canción                       | Escritores                       | Música  | Duración |
| --- | --------------- | ----------------------------- | -------------------------------- | ------- | -------- |
| 1   | Punch & Taeyong | "Love Del Luna" (러브 델루나) | Ji Hoon, Park Se-jun y Peter Pan | A10TION | 4:28     |
| 2   |                 | "Love Del Luna" (Inst.)       | -                                | -       | 4:28     |

## Premios y nominaciones
| Año  | Categoría                  | Premio                   | Nominada (o)   | Resultado |
| ---- | -------------------------- | ------------------------ | -------------- | --------- |
| 2020 | Best Actress               | 56th Baeksang Arts Award | IU             | Nominada  |
| 2019 | Lifetime Achievement Award | Korea Drama Award        | Jung Dong-hwan | Ganó      |
| 2019 | Best OST                   | Korea Drama Award        | Kim Tae-yeon   | Nominada  |

## Producción
Creada por Studio Dragon, contó con el director Oh Choong-hwan, así como con las guionistas hermanas Hong Jung-eun y Mi-ran.
La producción ejecutiva estuvo en manos de Kim Kyu-tae.
Las grabaciones comenzaron en abril del 2019 y la primera lectura del guion fue realizada en mayo del 2019 en Corea del Sur.
Realizó su conferencia de prensa el 8 de julio del 2019.
La serie contó con el apoyo de la compañía de producción "GT:st"

### Recepción
A su estreno la serie recibió críticas positivas debido a su historia, así como a las interpretaciones de sus personajes. Según Nielsen Korea, el estreno del drama obtuvo una calificación promedio de audiencia de 7.3% y un máximo de 8.7% en todo el país, la serie no sólo ocupó el primer lugar en su franja horaria en todos los canales, incluidas las redes de transmisión públicas, sino que también obtuvo calificaciones más altas que la serie "Arthdal Chronicles". También ocupó el primer lugar entre los principales grupos de espectadores de 20 a 49 años, con quienes obtuvo una calificación promedio del 4.8% y un máximo de 6.4%.
En agosto del 2019 se anunció que el elenco se iría a unas vacaciones como recompensa por los altos raitings de la serie. El 4 de septiembre el elenco se fue de vacaciones a Bangkok.

### Distribución internacional
| País               | Cadena (as)  | Fecha de Emisión |
| ------------------ | ------------ | ---------------- |
| Indonesia          | Viu          | 2019             |
| Malasia            | tvN Asia     | 2019             |
| Malasia            | TV3          | 2020             |
| Malasia            | 8TV          | 2020             |
| Malasia            | TV9          | 2020             |
| Singapur           | tvN Asia Viu | 2019             |
| Filipinas          | ABS-CBN      | 2019             |
| República de China | GTV          | 2019             |
| República de China | ELTA TV      | 2019             |
| Hong Kong          | Now TV       | 2019             |
| Hong Kong          | Viu TV       | 2019             |
| Perú               | Willax       | 2020 y 2021      |
| Malasia            | TV3          | 2020             |
| Malasia            | 8TV          | 2020             |
| Malasia            | TV9          | 2020             |
| Chile              | ETC          | 2020             |